# Liste der Rechtsnormen der Bundesrepublik Deutschland/Übereinkommen
| A             | |
| AarhusÜbk     | Übereinkommen über den Zugang zu Informationen, die Öffentlichkeitsbeteiligung an Entscheidungsverfahren und den Zugang zu Gerichten in Umweltangelegenheiten               |
| ADR           | Europäisches Übereinkommen über die internationale Beförderung gefährlicher Güter auf der Straße                                                                            |
| AETR          | Europäisches Übereinkommen über die Arbeit des im internationalen Straßenverkehr beschäftigten Fahrpersonals                                                                |
| AfrEntwBkÜbk  | Übereinkommen zur Errichtung der Afrikanischen Entwicklungsbank |
| AFSÜbk        | Internationales Übereinkommen von 2001 über die Beschränkung des Einsatzes schädlicher Bewuchsschutzsysteme auf Schiffen                                                    |
| AGR           | Europäisches Übereinkommen über die Hauptstraßen des internationalen Verkehrs                                                                                               |
| ArtSchutzÜbk  | Übereinkommen über den internationalen Handel mit gefährdeten Arten freilebender Tiere und Pflanzen                                                                         |
| AsEntwBkÜbk   | Übereinkommen zur Errichtung der Asiatischen Entwicklungsbank |
| ATAÜbk        | Zollübereinkommen über das Carnet A.T.A. für die vorübergehende Einfuhr von Waren                                                                                           |
| AtHaftÜbkZÜbk | Zusatzübereinkommen zum Pariser Übereinkommen vom 29. Juli 1960 über die Haftung gegenüber Dritten auf dem Gebiet der Kernenergie                                           |
| ATP           | Übereinkommen über internationale Beförderungen leicht verderblicher Lebensmittel und über die besonderen Beförderungsmittel, die für diese Beförderungen zu verwenden sind |

| B               | |
| BaktWaffVernÜbk | Übereinkommen über das Verbot der Entwicklung, Herstellung und Lagerung bakteriologischer (biologischer) Waffen und von Toxinwaffen sowie über die Vernichtung solcher Waffen |
| BallastWaÜbk    | Internationales Übereinkommen von 2004 zur Kontrolle und Behandlung von Ballastwasser und Sedimenten von Schiffen                                                             |
| BaslÜbk         | Basler Übereinkommen über die Kontrolle der grenzüberschreitenden Verbringung gefährlicher Abfälle und ihrer Entsorgung                                                       |
| BergÜbk         | Internationales Übereinkommen von 1989 über Bergung |
| BewAufnÜbkHaag  | Haager Übereinkommen über die Beweisaufnahme im Ausland in Zivil- oder Handelssachen                                                                                          |
| BodSeeSchÜbk    | Übereinkommen über die Schiffahrt auf dem Bodensee |

| C            | |
| CCDAfrikaÜbk | Übereinkommen der Vereinten Nationen zur Bekämpfung der Wüstenbildung in den von Dürre und/oder Wüstenbildung schwer betroffenen Ländern, insbesondere in Afrika |
| CSC          | Internationales Übereinkommen über sichere Container |

| D           | |
| DiplBezÜbk  | Wiener Übereinkommen über diplomatische Beziehungen |
| DiplSchKonv | Übereinkommen über die Verhütung, Verfolgung und Bestrafung von Straftaten gegen völkerrechtlich geschützte Personen einschließlich Diplomaten                |
| DonauSchÜbk | Übereinkommen über die Zusammenarbeit zum Schutz und zur verträglichen Nutzung der Donau                                                                      |
| DSÜbk       | Übereinkommen zum Schutz des Menschen bei der automatischen Verarbeitung personenbezogener Daten                                                              |
| DublÜbk     | Übereinkommen über die Bestimmung des zuständigen Staates für die Prüfung eines in einem Mitgliedstaat der Europäischen Gemeinschaften gestellten Asylantrags |

| E               | |
| EhefZeugnÜbk    | Übereinkommen über die Ausstellung von Ehefähigkeitszeugnissen |
| ErfPatÜbk       | Übereinkommen zur Vereinheitlichung gewisser Begriffe des materiellen Rechts der Erfindungspatente                                                                         |
| ErwSchÜbk Haag  | Übereinkommen über den internationalen Schutz von Erwachsenen |
| EspooÜbk        | Übereinkommen über die Umweltverträglichkeitsprüfung im grenzüberschreitenden Rahmen                                                                                       |
| EU-RhÜbk        | Übereinkommen – gemäß Artikel 34 des Vertrags über die Europäische Union vom Rat erstellt – Rechtshilfe in Strafsachen zwischen den Mitgliedstaaten der Europäischen Union |
| EuAstroOrgÜbk   | Übereinkommen zur Gründung einer Europäischen Organisation für Astronomische Forschung in der Südlichen Hemisphäre                                                         |
| EuAuslVwAuskÜbk | Europäisches Übereinkommen über die Erlangung von Auskünften und Beweisen in Verwaltungssachen im Ausland                                                                  |
| EuAuslVwZÜbk    | Europäisches Übereinkommen über die Zustellung von Schriftstücken in Verwaltungssachen im Ausland                                                                          |
| EUFußballÜbk    | Europäisches Übereinkommen über Gewalttätigkeit und Fehlverhalten von Zuschauern bei Sportveranstaltungen und insbesondere bei Fußballspielen                              |
| EUgrFernsÜbk    | Europäisches Übereinkommen über das grenzüberschreitende Fernsehen |
| EuKrSchwAusbÜbk | Europäisches Übereinkommen über die theoretische und praktische Ausbildung von Krankenschwestern und Krankenpflegern                                                       |
| EuLabMolBioÜbk  | Übereinkommen zur Errichtung eines Europäischen Laboratoriums für Molekularbiologie                                                                                        |
| EuLRaumÜbk      | Übereinkommen über die Erhaltung der europäischen wildlebenden Pflanzen und Tiere und ihrer natürlichen Lebensräume                                                        |
| EUMETSATÜbk     | Übereinkommen zur Gründung einer europäischen Organisation für die Nutzung von meteorologischen Satelliten („EUMETSAT“)                                                    |
| EuOEÜbk         | Europäisches Übereinkommen über die Entschädigung für Opfer von Gewalttaten                                                                                                |
| EuPatÜbk        | Übereinkommen über die Erteilung europäischer Patente |
| EuRatPVerkÜbk   | Europäisches Übereinkommen über die Regelung des Personenverkehrs zwischen den Mitgliedstaaten des Europarates                                                             |
| EuRFVerhÜbk     | Europäisches Übereinkommen zur Verhütung von Rundfunksendungen, die von Sendestellen außerhalb der staatlichen Hoheitsgebiete gesendet werden                              |
| EuRHiÜbk        | Europäische Übereinkommen über die Rechtshilfe in Strafsachen |
| EUROCONTROLÜbk  | Internationales Übereinkommen über Zusammenarbeit zur Sicherung der Luftfahrt „EUROCONTROL“                                                                                |
| EuropolÜbk      | Übereinkommen auf Grund von Artikel K.3 des Vertrags über die Europäische Union über die Errichtung eines Europäischen Polizeiamts                                         |
| EuSorgeRÜbk     | Europäisches Übereinkommen über die Anerkennung und Vollstreckung von Entscheidungen über das Sorgerecht für Kinder und die Wiederherstellung des Sorgeverhältnisses       |
| EuSVkÜbk        | Europäisches Übereinkommen über die Aufhebung des Sichtvermerkszwangs für Flüchtlinge                                                                                      |
| EuTerrorÜbk     | Europäisches Übereinkommen zur Bekämpfung des Terrorismus |
| EuVtrÜbk        | Übereinkommen über das auf vertragliche Schuldverhältnisse anzuwendende Recht                                                                                              |
| EuWaffKontrÜbk  | Europäisches Übereinkommen über die Kontrolle des Erwerbs und des Besitzes von Schußwaffen durch Einzelpersonen                                                            |
| EWO             | Übereinkommen zur Gründung einer Europäischen Weltraumorganisation |

| F            | |
| FischNATÜbk  | Übereinkommen über das Verhalten beim Fischfang im Nordatlantik |
| FlugkmkRBÜbk | Übereinkommen zwischen den Vereinigten Staaten von Amerika und dem Königreich Belgien, der Bundesrepublik Deutschland, der italienischen Republik, dem Königreich der Niederlande und dem Vereinigten Königreich Großbritannien und Nordirland über Inspektionen in bezug auf den Vertrag zwischen den Vereinigten Staaten von Amerika und der Union der Sozialistischen Sowjetrepubliken über die Beseitigung ihrer Flugkörper mittlerer und kürzerer Reichweite |
| FzgTeilÜbk   | Übereinkommen über die Annahme einheitlicher Bedingungen für die Genehmigung der Ausrüstungsgegenstände und Teile von Kraftfahrzeugen (Motorfahrzeugen) und über die gegenseitige Anerkennung der Genehmigung |

| G                  |                                                                                |
| GegAmtshSteuerSÜbk | Übereinkommen über die gegenseitige Amtshilfe in Steuersachen                  |
| GTNÜbk             | Übereinkommen zur Gründung des Globalen Treuhandfonds für Nutzpflanzenvielfalt |

| H                         | |
| HaftEntschBefStoffeSeeÜbk | Internationales Übereinkommen über die Haftung und Entschädigung für Schäden bei der Beförderung schädlicher und gefährlicher Stoffe auf See |
| HoheSeeÜbk                | Übereinkommen über die Hohe See |

| I                  | |
| IndUnfÜbk          | Übereinkommen über die grenzüberschreitenden Auswirkungen von Industrieunfällen                               |
| INMARSAT           | Übereinkommen über die Internationale Seefunksatelliten-Organisation                                          |
| IntBestÜbk         | Übereinkommen über die Bekämpfung der Bestechung ausländischer Amtsträger im internationalen Geschäftsverkehr |
| INTELSATÜbk        | Übereinkommen über die Internationale Fernmeldesatellitenorganisation „INTELSAT“                              |
| IntKakaoÜbk 1980   | Internationales Kakao-Übereinkommen von 1980                                                                  |
| IntKakaoÜbk 1986   | Internationales Kakao-Übereinkommen von 1986                                                                  |
| IntMeerSchÜbk 1973 | Internationales Übereinkommen von 1973 zur Verhütung der Meeresverschmutzung durch Schiffe                    |
| IntMeßwOrgÜbk      | Übereinkommen zur Errichtung einer internationalen Organisation für das gesetzliche Meßwesen                  |
| IntNatKautschÜbk   | Internationales Naturkautschuk-Übereinkommen von 1979                                                         |
| IntSchVermÜbk      | Internationales Schiffsvermessungs-Übereinkommen von 1969                                                     |
| IntWarenBezÜbk     | Internationales Übereinkommen über das Harmonisierte System zur Bezeichnung und Codierung der Waren           |
| InvStreitÜbk       | Übereinkommen zur Beilegung von Investitionsstreitigkeiten zwischen Staaten und Angehörigen anderer Staaten   |

| J         | |
| JAOÜbk 99 | Übereinkommen Nr. 99 (der Internationalen Arbeitsorganisation) über die Verfahren zur Festsetzung von Mindestlöhnen in der Landwirtschaft |

| K                    | |
| KaEntwBkÜbk          | Übereinkommen zur Errichtung der Karibischen Entwicklungsbank |
| KaffeeÜbk 1983       | Internationales Kaffee-Übereinkommen von 1983 |
| KaffeeÜbk 2001       | Internationales Kaffee-Übereinkommen von 2001 |
| KfzHPflÜbk Straßburg | Europäisches Übereinkommen über die obligatorische Haftpflichtversicherung für Kraftfahrzeuge |
| KGÜbk                | Übereinkommen über Maßnahmen zum Verbot und zur Verhütung der rechtswidrigen Einfuhr, Ausfuhr und Übereignung von Kulturgut                                                                           |
| KiEntfÜbk Haag       | Übereinkommen über die zivilrechtlichen Aspekte internationaler Kindesentführungen |
| KiSchMaßnÜbk Haag    | Übereinkommen über die Zuständigkeit, das anzuwendende Recht, die Anerkennung, Vollstreckung und Zusammenarbeit auf dem Gebiet der elterlichen Verantwortung und der Maßnahmen zum Schutz von Kindern |
| KiSchÜbk Haag        | Übereinkommen über den Schutz von Kindern und die Zusammenarbeit auf dem Gebiet der internationalen Adoption                                                                                          |
| KlimÄndRÜbk          | Rahmenübereinkommen der Vereinten Nationen über Klimaänderungen |
| KonsÜbk Wien         | Wiener Übereinkommen über konsularische Beziehungen |
| KultNatErbSchutzÜbk  | Übereinkommen zum Schutz des Kultur- und Naturerbes der Welt |

| L           |                                                                                      |
| LMeerSchÜbk | Übereinkommen zur Verhütung der Meeresverschmutzung vom Lande aus                    |
| LuftBekÜbk  | Übereinkommen zur Bekämpfung der widerrechtlichen Inbesitznahme von Luftfahrzeugen   |
| LuftFzgÜbk  | Mehrseitiges Übereinkommen über Lufttüchtigkeitszeugnisse eingeführter Luftfahrzeuge |

| M                  | |
| ManövAbkCANIGBRÜbk | Übereinkommen zwischen der Bundesrepublik Deutschland, Kanada und dem Vereinigten Königreich Großbritannien und Nordirland zur Außerkraftsetzung des Abkommens vom 3. August 1959 über die Durchführung von Manövern und anderen Übungen im Raume Soltau-Lüneburg in der durch das Abkommen vom 12. Mai 1970 geänderten Fassung |
| MeerAbfSchAbk      | Übereinkommen über die Verhütung der Meeresverschmutzung durch das Einbringen von Abfällen und anderen Stoffen |
| MeerEinbrSchAbk    | Übereinkommen zur Verhütung der Meeresverschmutzung durch das Einbringen durch Schiffe und Luftfahrzeuge |
| MindSchRÜbk        | Rahmenübereinkommen zum Schutz nationaler Minderheiten |
| MontrÜbk           | Übereinkommen zur Vereinheitlichung bestimmter Vorschriften über die Beförderung im internationalen Luftverkehr |
| MSA                | Übereinkommen über die Zuständigkeit der Behörden und das anzuwendende Recht auf dem Gebiet des Schutzes von Minderjährigen |
| MStaatÜbk          | Übereinkommen über die Verringerung der Mehrstaatigkeit und über die Wehrpflicht von Mehrstaatern |

| N              | |
| NATOLiegÜblÜbk | Übereinkommen über die Überlassung von Liegenschaften an internationale militärische Hauptquartiere der NATO in der Bundesrepublik Deutschland durch die Streitkräfte des Vereinigten Königreichs Großbritannien und Nordirland und der Vereinigten Staaten von Amerika |
| NATOPersRÜbk   | Übereinkommen über die Rechtsstellung des einem internationalen militärischen Hauptquartier der NATO in der Bundesrepublik Deutschland zugeteilten Personals der Entsendestaaten                                                                                        |
| NATOStatÜbk    | Übereinkommen über den Status der Nordatlantikvertrags-Organisation, der nationalen Vertreter und des internationalen Personals |

| O                      | |
| ÖlHaftÜbk              | Internationales Übereinkommen über die zivilrechtliche Haftung für Ölverschmutzungsschäden                                           |
| ÖlHaftÜbk 1992         | Internationales Übereinkommen von 1992 über die zivilrechtliche Haftung für Ölverschmutzungsschäden                                  |
| ÖlUnfÜbk               | Internationales Übereinkommen über Maßnahmen auf Hoher See bei Ölverschmutzungs-Unfällen                                             |
| ÖlVerschmSchIFÜbk 1992 | Internationales Übereinkommen von 1992 über die Errichtung eines Internationalen Fonds zur Entschädigung für Ölverschmutzungsschäden |
| ÖlVerschmÜbk1990       | Internationales Übereinkommen von 1990 über Vorsorge, Bekämpfung und Zusammenarbeit auf dem Gebiet der Ölverschmutzung               |
| OSPARÜbk               | Übereinkommen zum Schutz der Meeresumwelt des Nordostatlantiks                                                                       |
| OstSUmwSchÜbk          | Übereinkommen über den Schutz der Meeresumwelt des Ostseegebiets                                                                     |
| OstSUmwSchÜbk 1992     | Übereinkommen von 1992 über den Schutz der Meeresumwelt des Ostseegebiets                                                            |
| OzonSÜbk               | Wiener Übereinkommen zum Schutz der Ozonschicht                                                                                      |

| P                  | |
| PersStdAuszÜbk     | Übereinkommen über die Ausstellung mehrsprachiger Auszüge aus Personenstandsbüchern |
| PersStdNamÜbk      | Übereinkommen über die Erteilung gewisser für das Ausland bestimmter Auszüge aus Personenstandsbüchern                                                                                                 |
| PflZSchÜbk         | Internationales Übereinkommen zum Schutz von Pflanzenzüchtungen |
| PfPTrStat          | Übereinkommen vom 19. Juni 1995 zwischen den Vertragsstaaten des Nordatlantikvertrags und den anderen an der Partnerschaft für den Frieden teilnehmenden Staaten über die Rechtsstellung ihrer Truppen |
| PostAnwÜbkVollzO   | Vollzugsordnung zum Postanweisungsübereinkommen |
| PostgiroÜbkVollzO  | Vollzugsordnung zum Postgiroübereinkommen |
| PostnachnÜbkVollzO | Vollzugsordnung zum Postnachnahmeübereinkommen |
| PostPakÜbkVollzO   | Vollzugsordnung zum Postpaketübereinkommen |
| PostZahlÜbk        | Postzahlungsdienste-Übereinkommen |
| PsychotrStÜbk      | Übereinkommen von 1971 über psychotrope Stoffe |

| R          | |
| RamsarKonv | Übereinkommen über Feuchtgebiete, insbesondere als Lebensraum für Wasser- und Wattvögel von internationaler Bedeutung |
| RAuskÜbk   | Europäisches Übereinkommen betreffend Auskünfte über ausländisches Recht                                              |
| RobErhÜbk  | Übereinkommen zur Erhaltung der antarktischen Robben                                                                  |

| S                  | |
| SchZusStrZustÜbk   | Internationales Übereinkommen zur Vereinheitlichung von Regeln über die strafgerichtliche Zuständigkeit bei Schiffszusammenstößen und anderen mit der Führung eines Seeschiffes zusammenhängenden Ereignissen |
| SchZusZZustÜbk     | Internationales Übereinkommen zur Vereinheitlichung von Regeln über die zivilgerichtliche Zuständigkeit bei Schiffszusammenstößen                                                                             |
| SeeAtHaftÜbk       | Übereinkommen über die zivilrechtliche Haftung bei der Beförderung von Kernmaterial auf See |
| SeeAusbNÜbk        | Internationales Übereinkommen von 1978 über Normen für die Ausbildung, die Erteilung von Befähigungszeugnissen und den Wachdienst von Seeleuten                                                               |
| SeegerVorRÜbk      | Übereinkommen über die Vorrechte und Immunitäten des Internationalen Seegerichtshofs |
| SeeRÜbk            | Seerechtsübereinkommen der Vereinten Nationen |
| SeeRÜbkXIÜbk       | Übereinkommen zur Durchführung des Teiles XI des Seerechtsübereinkommens der Vereinten Nationen |
| SeeSchAÜbk         | Internationales Übereinkommen zur Vereinheitlichung von Regeln über den Arrest in Seeschiffe |
| SeeSchHaftÜbk 1976 | Übereinkommen von 1976 über die Beschränkung der Haftung für Seeforderungen |
| SeeSchIntÜbk 1974  | Internationales Übereinkommen von 1974 zum Schutz des menschlichen Lebens auf See |
| SeeSchSiÜbk        | Übereinkommen zur Bekämpfung widerrechtlicher Handlungen gegen die Sicherheit der Seeschiffahrt |
| SeeStrO1972Übk     | Übereinkommen von 1972 über die Internationalen Regeln zur Verhütung von Zusammenstößen auf See |
| SprengMarkÜbk      | Übereinkommen über die Markierung von Plastiksprengstoffen zum Zweck des Aufspürens |
| StaatenlMindÜbk    | Übereinkommen zur Verminderung der Staatenlosigkeit |
| StaatenlÜbk        | Übereinkommen über die Rechtsstellung der Staatenlosen |
| StaatenlVerringÜbk | Übereinkommen zur Verringerung der Fälle von Staatenlosigkeit |
| StreumunitionÜbk   | Übereinkommen über Streumunition |
| StVÜbk             | Übereinkommen über den Straßenverkehr |
| SuchtstÜbk         | Einheits-Übereinkommen von 1961 über Suchtstoffe |

| T             | |
| TherapAustÜbk | Europäisches Übereinkommen über den Austausch therapeutischer Substanzen menschlichen Ursprungs              |
| TierSchTÜbk   | Europäisches Übereinkommen über den Schutz von Tieren beim internationalen Transport                         |
| TIRÜbk 1975   | Zollübereinkommen über den internationalen Warentransport mit Carnets TIR                                    |
| TonTrÜbk      | Übereinkommen zum Schutz der Hersteller von Tonträgern gegen die unerlaubte Vervielfältigung ihrer Tonträger |

| U                | |
| ÜvPÜbk           | Übereinkommen über die Überstellung verurteilter Personen                                                                      |
| UhAnerkÜbk Haag  | Übereinkommen über die Anerkennung und Vollstreckung von Entscheidungen auf dem Gebiet der Unterhaltspflicht gegenüber Kindern |
| UhAnsprAuslÜbk   | Übereinkommen über die Geltendmachung von Unterhaltsansprüchen im Ausland                                                      |
| UhEntschÜbk Haag | Übereinkommen über die Anerkennung und Vollstreckung von Unterhaltsentscheidungen                                              |
| UhPflÜbk Haag    | Übereinkommen über das auf Unterhaltspflichten anzuwendende Recht                                                              |
| UhÜbk Haag       | Übereinkommen über das auf Unterhaltsverpflichtungen gegenüber Kindern anzuwendende Recht                                      |
| UNOImmÜbk        | Übereinkommen über die Vorrechte und Immunitäten der Vereinten Nationen                                                        |
| UNWaVtrÜbk       | Übereinkommen der Vereinten Nationen über Verträge über den internationalen Warenkauf                                          |
| UrkBefrÜbk Haag  | Übereinkommen zur Befreiung ausländischer öffentlicher Urkunden von der Legalisation                                           |

| V                   | |
| VerifAbk            | Übereinkommen zwischen dem Königreich Belgien, dem Königreich Dänemark, der Bundesrepublik Deutschland, Irland, der Italienischen Republik, dem Großherzogtum Luxemburg, dem Königreich der Niederlande, der Europäischen Atomgemeinschaft und der Internationalen Atomenergie-Organisation in Ausführung von Artikel III Absätze 1 und 4 des Vertrages vom 1. Juli 1968 über die Nichtverbreitung von Kernwaffen |
| VII051122           | Zweite Verordnung zur Änderung von Anlagen zum Basler Übereinkommen vom 22. März 1989 |
| VII151214           | Verordnung zur Änderung des OCCAR-Übereinkommens vom 9. September 1998 |
| VNTerrorÜbk         | Internationales Übereinkommen zur Bekämpfung nuklearterroristischer Handlungen |
| VollstrZustÜbk      | Übereinkommen über die gerichtliche Zuständigkeit und die Vollstreckung gerichtlicher Entscheidungen in Zivil- und Handelssachen |
| VollstrZustÜbk 1988 | Übereinkommen über die gerichtliche Zuständigkeit und die Vollstreckung gerichtlicher Entscheidungen in Zivil- und Handelssachen geschlossen in Lugano am 16. September 1988 |
| VtrRKonv            | Wiener Übereinkommen über das Recht der Verträge |

| W                     | |
| WalfÜbk               | Internationales Übereinkommen zur Regelung des Walfangs                                                                                              |
| WassLÜbk              | Übereinkommen zum Schutz und zur Nutzung grenzüberschreitender Wasserläufe und internationaler Seen                                                  |
| WeizenratVorRV        | Verordnung über die Gewährung von Vorrechten und Befreiungen an den Internationalen Weizenrat nach dem Weizenhandels-Übereinkommen von 1971          |
| WildTArtÜbk           | Übereinkommen zur Erhaltung der wandernden wildlebenden Tierarten                                                                                    |
| WildTArtÜbkInkrÄndV 2 | Zweite Verordnung über die Inkraftsetzung von Änderungen der Anhänge I und II des Übereinkommens zur Erhaltung der wandernden wildlebenden Tierarten |
| WildTArtÜbkInkrÄndV 3 | Dritte Verordnung über die Inkraftsetzung von Änderungen der Anhänge I und II des Übereinkommens zur Erhaltung der wandernden wildlebenden Tierarten |
| WildTArtÜbkInkrÄndV 4 | Vierte Verordnung über die Inkraftsetzung von Änderungen der Anhänge I und II des Übereinkommens zur Erhaltung der wandernden wildlebenden Tierarten |
| WildTArtÜbkInkrÄndV 5 | Fünfte Verordnung über die Inkraftsetzung von Änderungen der Anhänge I und II des Übereinkommens zur Erhaltung der wandernden wildlebenden Tierarten |
| WTOÜbk                | Übereinkommen zur Errichtung der Welthandelsorganisation (WTO)                                                                                       |

| Z                        | |
| ZISÜbk                   | Übereinkommen auf Grund von Artikel K.3 des Vertrags über die Europäische Union über den Einsatz der Informationstechnologie im Zollbereich                                 |
| ZivHaftBkÖlVerschmSchÜbk | Internationales Übereinkommen über die zivilrechtliche Haftung für Schäden durch Bunkerölverschmutzung                                                                      |
| ZivHaftTrSchÜbk          | Übereinkommen über die zivilrechtliche Haftung für die während des Transports gefährlicher Güter auf dem Straßen-, Schienen- und Binnenschifffahrtsweg verursachten Schäden |
| ZLuftSiÜbk               | Übereinkommen zur Bekämpfung widerrechtlicher Handlungen gegen die Sicherheit der Zivilluftfahrt                                                                            |
| ZPÜbk Haag               | Übereinkommen über den Zivilprozeß |
| ZusEntschLnuklSchÜbk     | Übereinkommen über zusätzliche Entschädigungsleistungen für nuklearen Schaden                                                                                               |
| ZustÜbkHaag              | Haager Übereinkommen über die Zustellung gerichtlicher und außergerichtlicher Schriftstücke im Ausland in Zivil- oder Handelssachen                                         |